# Al-Ma'moen
Abu Jafar al-Ma'moen ibn Haroen (ook geschreven als Almanon en el-Mâmoûn) (786 – 10 oktober, 833) (المأمون) was kalief uit de dynastie van de Abbasiden. Hij regeerde van 813 tot zijn dood in 833 over de islamitische wereld. Al-Ma'moen was de tweede zoon van kalief Haroen ar-Rashid. Al-Ma'moen was niet de aangewezen troonopvolger, maar vond dat hij meer recht had op de troon en bevocht zijn broer Al-Amin, het begin van de vierde fitna (809-827).
In die periode kregen opstandige provincies de kans om eigen emiraten op te richten, zoals het emiraat Kreta (824) en het emiraat Sicilië (827).
Tijdens het Beleg van Constantinopel stond hij aan de zijde van Thomas de Slaviër. (zie Michaël II Psellos).
Al-Ma'moen was een humanist en patroon van wetenschappen. Hij meende dat men de waarheid van God moest zoeken door zijn verstand open te stellen voor de kracht der rede. Hij haalde daartoe geleerden uit de hele wereld naar Bagdad. Ook richtte hij in 830 het Huis der Wijsheid of bayt al-ḥikma op.
Toen Al-Ma'moen de Byzantijnse keizer versloeg in een veldslag zou een van de vredesvoorwaarden een kopie van de beroemde Almagest van Claudius Ptolemaeus geweest zijn. Er is ook een krater op de maan genoemd naar hem vanwege zijn bijdragen aan de astronomie.
Al-Ma'moen bezocht Egypte in het jaar 832, bijna twee jaar voor zijn dood. Hij gaf zijn soldaten opdracht om de grote piramide van Giza (de piramide van Cheops) af te breken, omdat hij dacht er verborgen kostbaarheden in aan te zullen treffen. Het bouwwerk (van 2,3 miljoen enorme blokken kalksteen) was ruim 3000 jaar oud. Toen de afbraak na maanden nog geen zichtbaar resultaat had, is het werk stilgelegd.